# Bu Xiangzhi
Bu Xiangzhi (en xinès: 卜祥志; nascut a Qingdao el 10 de desembre de 1985) és un jugador d'escacs xinès, que té el títol de Gran Mestre des de 1999, quan va esdevenir el 10è Gran Mestre de la Xina, a l'edat de 13 anys, 10 mesos i 13 dies, en aquell moment el més jove de la història en obtenir el títol. L'abril de 2008, Bu i Ni Hua foren el segon i tercer jugadors xinesos en passar la barrera dels 2700 punts d'Elo, després que ho fes Wang Yue.
A la llista d'Elo de la FIDE del març de 2022, hi tenia un Elo de 2708 punts, cosa que en feia el jugador número 5 (en actiu) de la Xina, i el número 30 del rànquing mundial. El seu màxim Elo va ser de 2729 punts, a la llista de juny de 2016 (posició 28 al rànquing mundial).

## Primers anys
Bu va conèixer els escacs als sis anys, mercès a un cosí més gran (el seu pare era un bon jugador de xiangqi), i s'hi va interessar especialment quan la seva compatriota Xie Jun va guanyar el campionat del món el 1991. Va començar a prendre's seriosament els escacs a l'edat de nou anys, quan va començar a rebre entrenament. En aquella època, el diari Qingdao Daily va fundar un club d'escacs local, al qual hi assistiren molts nens de la ciutat. El seu primer llibre d'escacs fou el famós My 60 Memorable Games de Bobby Fischer, un jugador a qui Bu admira. Cap a 1993, ja havia guanyat el campionat d'escacs juvenil de Qingdao. El 1998, a 12 anys, es proclamà campió del món Sub-14 a Orpesa. El 1999 fou setè al prestigiós Torneig invitacional de Grans Mestres de Tan Chin Nam.

## Gran Mestre més jove de la història
Un contracte d'esponsorització amb una marca d'aigua mineral de la seva ciutat natal de Qingdao li va permetre el 1999 de viatjar per Europa amb el seu entrenador Ji Yunqi per prendre part en diversos torneigs internacionals. La tardor de 1999 va aconseguir, en només dos mesos, tres normes de Gran Mestre, tot guanyant Paks (Categoria 10) del 21 al 29 de setembre (6/9 punts) i el Memorial Kluger First Saturday de Budapest (Categoria 7) del 3 al 13 d'octubre (8½/11 pts), i essent primer empatat a la Qingdao Daily Cup del 18 al 23 d'octubre (6/8 pts). Tenia 13 anys 10 mesos i 13 dies quan va fer la seva norma final, en aquell moment la persona més jove de la història en assolir el títol. Va perdre el rècord a mans de Serguei Kariakin el juliol de 2002. També el 1999 va guanyar l'obert d'Alemanya.

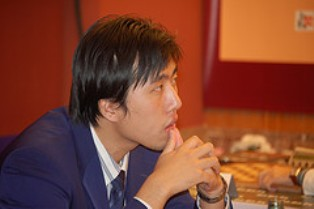
Bu Xiangzhi a la Copa del Món d'escacs a cegues de 2007 a Bilbao.

## 2000
El 2000 a Alemanya va guanyar en la seva primera participació en l'Obert Internacional Neckar a Deizisau, Stuttgart. També el 2000, Bu va derrotar el talentós jugador azerbaidjanès Teimur Radjàbov per 6½-1½ en un matx a vuit partides (titulat Future World Champions Match) a Nova York. Varen jugar dues partides diàries a un control d'una hora per la totalitat de la partida. L'elevat marge d'aquesta victòria fou molt engrescador per Bu, i el contrari per Radjabov, qui no va veure algunes bones oportunitats el primer dia, i va patir un desastre en perdre les dues partides. Radjabov havia vençut Bu a les dues partides finals en una competició de cadets celebrada anteriorment el mateix any al web Kasparovchess.com. El maig de 2000 Bu va jugar el seu primer torneig avaluat per la Federació d'Escacs dels Estats Units, a l'Obert de Nova York. Malgrat que era un dels favorits per guanyar el torneig, va perdre sorprenentment en la primera ronda contra el Mestre estatunidenc Shearwood McClelland III, i acabà finalment amb uns decebedors 5½/9.
El desembre de 2003, Bu va guanyar el 10è Obert Internacional Aceimar a Mondariz amb 7½/9.
El novembre de 2004 es va proclamar campió de la Xina a Lanzhou amb una puntuació de 9.0/11.
El juliol de 2005, fou quart al desempat amb 6.5/11 (+3 −1 =7) a la 2a Copa GM Hotel Sanjin International de Taiyuan (el torneig el guanyà Pendyala Harikrishna amb 8.5/11 un punt per davant d'Aleksandr Motiliov).

## 2007
El juliol de 2007, Bu va guanyar el Campionat d'escacs obert del Canadà a Ottawa. L'octubre de 2007, va guanyar la Copa del Món d'escacs a cegues a Bilbao amb un marge d'1½ punts, i derrotant forts Grans Mestres com ara Vesselín Topàlov, Magnus Carlsen, Pendyala Harikrishna, Judit Polgár i Serguei Kariakin.

## 2008
La temporada 2006/2007 va jugar a la Bundesliga alemanya al primer tauler de l'equip TV Tegernsee. La temporada 2007/2008 hi va jugar al segon tauler.

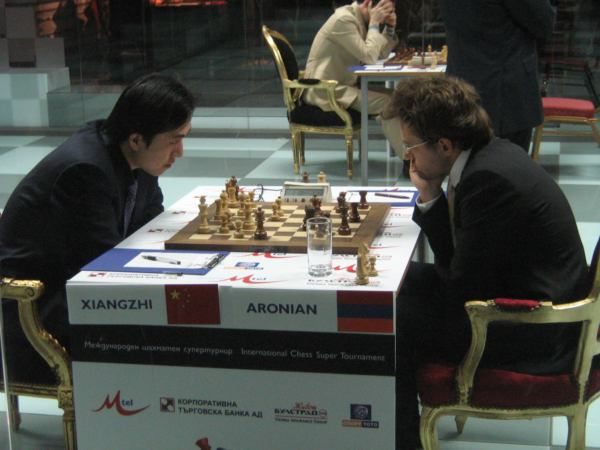
Bu Xiangzhi (esquerra) contra Levon Aronian a l'M-Tel Masters de 2008, a Sofia

El gener de 2008, al 6è Festival d'Escacs Gibtelecom de Gibraltar, Bu hi empatà al primer lloc, amb 8.0/10 (+7−1=2; performance de 2834) però va perdre el desempat play-off a blitz contra Hikaru Nakamura. L'abril de 2008, Bu va competir al Campionat de Rússia per equips a Dagomys, Sotxi per l'equip Shatar-Metropole (Buryatia), i hi va puntuar 6½/10 (+3−0=7) amb una performance de 2771. En el seu debut en el supertorneig de Sofia, Bulgària, a l'M-Tel Masters (Categoria 20) el maig de 2008, hi fou cinquè, de sis jugadors (Levon Aronian, Ivan Txeparínov, Vassil Ivantxuk, Teimur Radjàbov, Vesselín Topàlov) amb una puntuació de 3.0/10 (+1−5=4; performance de 2594).
L'agost de 2008 va participar en el torneig Inventi de Grans Mestres a Anvers, Bèlgica, el qual va guanyar amb una puntuació de 7.0/9 (+5−0=4) i una performance de 2748.
El setembre de 2008, va formar part (amb Wang Hao, Li Chao, Ni Hua i Wang Yue) de l'equip xinès que disputà el cinquè matx Rússia - Xina a Ningbo i hi puntuà 2.5/5 amb una performance de 2707. La Xina va guanyar el matx per un global de 26 a 24.
El desembre de 2008 fou tercer (de sis participants) al torneig d'escacs Pearl Spring a Nanjing amb 5.0/10 punts.

## 2010
El gener va puntuar 6½/9 (+4−0=5) a l'obert d'escacs de Moscou amb una performance de 2723.
A l'Aeroflot Open de 2010 Bu Xiangzhi hi puntuà 5½ (+3−1=5) i hi acabà en 10è lloc (sobre 80 jugadors, el campió fou Le Quang Liem) amb una performance de 2700. Després d'aquest torneig, va puntuar 13.0/18 a la fase preliminar del Campionat del Món de ràpides de 2010, el 18 de febrer, on acabà en segon lloc rere Maxime Vachier-Lagrave; aquest resultat va classificar Bu automàticament pel Campionat del Món de ràpides de 2010 que se celebraria a Moscou el novembre de 2010.
Entre el 24 de maig i el 4 de juny de 2010, Bu va participar en el campionat de la Xina; després d'anar primer durant les deu primeres rondes, necessitava guanyar a la darrera ronda per assegurar-se la victòria final, però va fer taules, cosa que va permetre que Wang Hao i Zhou Jianchao l'atrapessin amb 7½/11; Wang va guanyar el campionat al tiebreak.
Entre l'11 i el 20 de juny Bu participà en el 1r torneig Danzhou, a la Xina. Després d'una victòria contra Zhou Jianchao, Bu liderava el torneig amb 5½/8 a falta de només una ronda. A la ronda final va entaular amb Hou Yifan, cosa que va permetre que Li Chao l'atrapés amb 6/9, tot i que Bu va guanyar el torneig al desempat amb una performance de 2740.
Entre el 4 i el 15 d'agost, Bu participà en el 7è Matx anual Xina vs. Rússia, celebrat a Yinzhou, Ningbo, amb els seus companys d'equip Wang Hao, Wang Yue, Zhou Jianchao i Ni Hua. Bu va liderar l'equip xinès a la victòria amb 4.0/5 i una performance de 2928.
Entre el 20 i el 26 d'agost Bu va guanyar el Campionat del Món d'escacs universitari, celebrat a Guimarães (Portugal), amb 8/9 (+7 −0 =2).

## 2010-2020
El març de 2019, fou membre de l'equip xinès que va quedar tercer al Campionat del món per equips a Astanà.

## Participació en competicions per equips
Bu ha jugat regularment des de 2001 a l'equip nacional xinès d'escacs. Va formar part de l'equip que subcampió del campionat del món per equips de 2005 a Beersheba, i del que fou segon l'Olimpíada d'escacs de 2006 a Torí, en què va obtenir molt bons resultats al primer tauler, i va obtenir també la medalla d'argent individual en les dues competicions. Hi va guanyar quatre partides i n'entaulà vuit, incloses les partides contra els GMs d'elit Vladímir Kràmnik, Viswanathan Anand i Levon Aronian. Anteriorment havia jugat en dues olimpíades d'escacs, la de 2002 i la de 2004, les dues vegades al quart tauler.
Formà part de l'equip que va guanyar la medalla d'argent als Jocs Asiàtics de 2006 el desembre a Doha. Va guanyar una medalla de bronze individual al segon tauler, i la d'or per equips al XV Campionat d'escacs de l'Àsia per equips el 2008 a Visakhapatnam.

## Partides notables
- Bu Xiangzhi vs Krishnan Sasikiran, VI Ciudad de Dos Hermanas Internet 2005, Gruenfeld Defense: Exchange Variation, Nadanian Attack (D85), 1-0
- Baadur Jobava vs Bu Xiangzhi, 37th Chess Olympiad 2006, Slav Defense: Chameleon Variation, Advance System (D15), 0-1
- Bu Xiangzhi vs Judit Polgar, Biel Chess Festival 2007, English Opening: Symmetrical, Four Knights Variation (D41), 1-0
- Bu Xiangzhi vs Veselin Topalov, M-Tel Masters 2008, Queen Pawn Game: Symmetrical Variation (D02), 1-0